# Palais Lantivy
Le palais Lantivy est un bâtiment néoclassique situé à Ajaccio, en France. Il sert de préfecture au département de la Corse-du-Sud et de résidence aux préfets du département et de la région. La construction a débuté en 1826 et a pris fin en 1830, sous les plans de l'architecte français Alphonse de Gisors. Depuis janvier 1990, le Palais Lantivy est classé monument historique. 

## Localisation

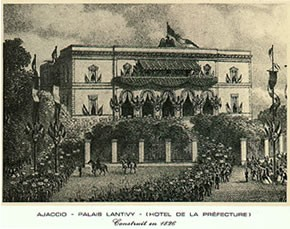
Palais Lantivy en 1837

L'édifice est situé dans le département français de la Corse-du-Sud, au cœur même de la commune d'Ajaccio, cours Napoléon. En effet, il est situé sur le cours Napoléon, qui prend fin à la place de Gaulle, où se trouve une statue où figurent Napoléon Bonaparte et ses quatre frères. Le bâtiment est situé au nord-ouest de la cathédrale d'Ajaccio, et au sud-ouest du musée Fesch. 

## Historique
La construction du bâtiment a été autorisée par une ordonnance royale le 25 septembre 1822. La construction a eu lieu entre 1826 et 1830, sur un plan de l'architecte Alphonse de Gisors. Les travaux étaient dirigés par l'ingénieur Jouvin. Il apportera des modifications aux plans des d'étage d'origine en 1829. Le palais porte le nom du préfet de Corse Gabriel de Lantivy de Kerveno, qui assurait cette fonction de 1824 à 1828.
En mai 1958, les dirigeants du Comité du salut public (dont Jean-Robert Thomazo) occupèrent le palais dans le cadre de l'opération Résurrection, et réclament le retour du général de Gaulle au pouvoir.  
Il a été classé monument historique le 30 janvier 1990. 

## Caractéristiques
Conçu par Gisors dans le style architectural néoclassique, la première pierre du palais a été posée en 1826. Le bâtiment se compose d'un plan rectangulaire, de deux étages et d'une façade flanquée de deux ailes.  Un atrium est situé au milieu du palais.  Des ajouts plus récents incluent les ailes est et ouest.  Une salle de délibération au-dessus du hall d'entrée est accessible par un escalier, tandis qu'une salle adjacente présente un plafond et des murs décorés, et est également de style néoclassique. Un bureau contient une arche représentant une fresque d’Aurora sur un char tiré par un cheval. Les appartements du préfet, ainsi que le salon, la salle à manger et le bureau se trouvent du côté ouest du bâtiment et donnent sur un jardin.  